# Valkiainen (sjö i Kihniö, Birkaland)
Valkiainen är en sjö i kommunen Kihniö i landskapet Birkaland i Finland. Arean är 42 hektar och strandlinjen är 3,05 kilometer lång. Sjön  ingår i Kyro älvs huvudavrinningsområde.   Den ligger omkring 83 kilometer norr om Tammerfors och omkring 240 kilometer norr om Helsingfors. 